# 美国密苏里西区联邦地区法院
美国密苏里西区联邦地区法院 （引用时缩写为W.D. Mo.）是美国94个、密苏里州2个联邦地区法院之一。该法院审理后的案件需上诉至第八巡回法院，专利及《塔克法案》相关的案件需上诉至联邦巡回区法院。该法院位于堪萨斯市，司法管辖权覆盖密苏里州西部66个郡。